# El Socorro (José Felipe Márquez Cañizalez)
Pour les articles homonymes, voir El Socorro.
El Socorro est l'une des trois paroisses civiles de la municipalité de José Felipe Márquez Cañizalez dans l'État de Trujillo au Venezuela. Sa capitale est El Paradero, chef-lieu de la municipalité.